# Katedra św. Gerwazego i św. Protazego w Soissons

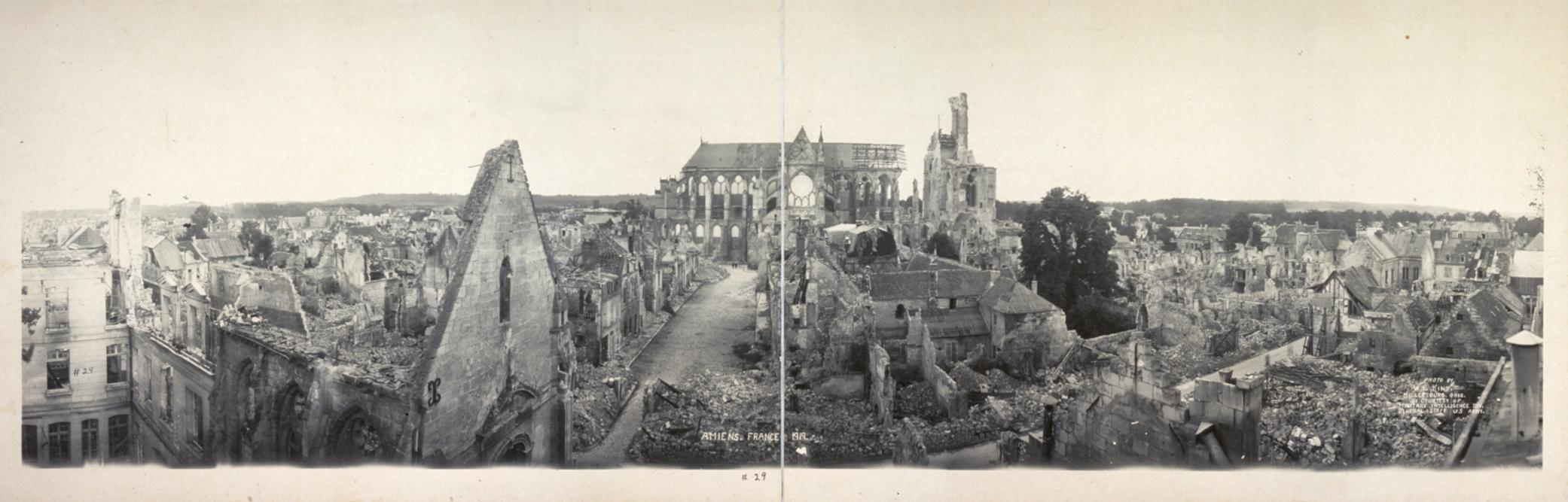
Katedra w 1919 r.

Katedra św. Gerwazego i św. Protazego w Soissons – jej budowa rozpoczęła się w 1176 i kontynuowana była w XIII wieku.
Południowy transept rozpoczęto budować w 1176 roku. Po przerwie prace wznowiono w 1194 roku. Chór ukończono budować w 1211 r. Prace budowlane w nawie głównej prowadzono do około 1240 roku.
Wieża katedralna datowana jest na połowę XIII wieku i była wzorowana na wieży katedry Notre-Dame w Paryżu, która ma taką samą wysokość 66 m. Ukończono ją w XV wieku. Pierwotnie planowana była druga wieża, ale nie została zbudowana. Konsekracja nastąpiła w 1479 roku.
W trakcie działań wojennych toczonych podczas I wojny światowej wojska niemieckie zniszczyły całkowicie górną część wieży, część nawy i sklepienia. Po zakończeniu działań wojennych przeprowadzona została całkowita rekonstrukcja zniszczonych elementów.